# Ambroży Pampowski (zm. 1510)
Ambroży Pampowski herbu Poronia – starosta generalny Wielkopolski, kasztelan rozpierski, wojewoda sieradzki, starosta malborski.

## Życiorys
Ambroży Pampowski (Pępowski) urodził się około 1450 w polskiej rodzinie szlacheckiej Pampowskich herbu Poronia (w niektórych herbarzach podawany jest błędnie herb Gozdawa),
, wywodził się z miejscowości Pępowo w powiecie kościańskim. Był synem Jana (komandora joannitów poznańskich), matka pochodziła z rodu Dłuskich.
W 1457 rozpoczął wraz ze swoim bratem Janem naukę w Akademii Krakowskiej. W tym okresie zaprzyjaźnił się m.in. z braćmi Kurozwęckimi, Krzesławem i Stanisławem, prawdopodobnie przy ich poparciu został zatrudniony w kancelarii królewskiej (1469). W 1474 został krajczym na dworze królewiczów. W roku 1480 był już dworzaninem królewskim w randze chorążego nadwornego, został także mianowany stolnikiem poznańskim i pisarzem ziemskim kaliskim. Należał do tzw. Kuźni Kurozwęckich, stronnictwa, które dążyło do ograniczenia roli możnowładztwa i wzrostu znaczenia średniej szlachty poprzez jej emancypację i większą współpracę z królem.
Stale pomnażał majątek. W 1484 wykupił starostwo średzkie, dzierżawił starostwa konińskie, pyzdrskie oraz przejściowo gnieźnieńskie i kolskie. W 1487 objął kasztelanię rozpierską.
Pampowski jako poseł i przedstawiciel Jagiellonów odbył szereg misji i podróży zagranicznych m.in. w 1491 do Prus a w 1492 do Linzu, Wenecji, Rzymu i Neapolu. Był uczestnikiem zjazdu Jagiellonów w Lewoczy. W 1494 organizował podróż króla Jana Olbrachta do Prus Królewskich, po wizycie tej został mianowany wojewodą sieradzkim (1495). Za udział w wyprawie mołdawskiej (1497) otrzymał dobra ponieckie. Był świadkiem wydania przywileju piotrkowskiego w 1496 roku.
W 1498 w miejsce Jana Ostroroga, który zaniedbywał obowiązki, został mianowany starostą generalnym Wielkopolski. Jego zadaniem było uspokojenie nastrojów w objętej konfiskatami i niechętnej wyprawom wojennym Wielkopolsce.
Udało mu się stworzyć w tej prowincji stronnictwo złożone z przedstawicieli średniej szlachty, na którego czele dążył do ograniczenia wpływów arystokracji. Po wyborze na króla Aleksandra Jagiellończyka, umocnił swoją pozycję w Wielkopolsce, kosztem wpływów na dworze królewskim. W 1504 objął starostwo malborskie, gdzie położył duże zasługi w dziele zrastania się Prus Królewskich z Koroną. Jako komisarz królewski 18 września 1506 roku ogłosił statut Prus Królewskich. Podpisał dyplom elekcji Zygmunta I Starego na króla Polski i wielkiego księcia litewskiego na sejmie w Piotrkowie 8 grudnia 1506 roku. W 1510 w Poznaniu wziął udział w rokowaniach z Krzyżakami.
Ambroży Pampowski był dwukrotnie żonaty. W 1484 poślubił Zofię ostatnią z możnego rodu Kotów z Dębna. Ich synem był Jan (1489- 1522).

W 1495 zawarł związek małżeński z Anną z Grodźca, która wraz z córkami, Anną, Bogumiłą i Małgorzatą, zmarła podczas zarazy. Córka Dorota zmarła w dzieciństwie.

Córkami Pampowskiego były też: Zofia Oporowska, Anna Kretkowska, Barbara Czarnkowska i Katarzyna Kościelecka.
Pampowski interesował się kulturą, był mecenasem sztuki. Utrzymywał prywatną orkiestrę, ufundował ołtarze w Dębnie i w Środzie. Zamawiał argenteria u złotników gdańskich i poznańskich.
Napisał pierwszy, znany w Polsce, pamiętnik diariuszowy z lat 1489–1505.
Zamówił dla siebie, do kaplicy w Środzie, nagrobek z płytą wzorowaną na grafice Dürera.
Ambroży Pampowski zmarł na przełomie sierpnia i września 1510. Jego życiorys jest przykładem awansu z nizin szlacheckich do najwyższych godności w państwie.